# Ray Clemence
Ray Clemence MBE (5. srpna 1948, Skegness – 15. listopadu 2020) byl anglický fotbalový brankář. Zemřel 15. listopadu 2020 ve věku 72 let na rakovinu prostaty.

## Fotbalová kariéra
Začínal ve třetí nejvyšší anglické soutěži v týmu Scunthorpe United FC. Po 2 sezónách přestoupil do Liverpool FC, za který chytal v anglické nejvyšší soutěži až do roku 1981. V letech 1981–1988 chytal za Tottenham Hotspur FC. Nastoupil v 710 ligových utkáních. S Liverpoolem vyhrál v sezónách 1976/77, 1977/78 a 1980/81 Pohár mistrů evropských zemí a v sezóně 1972/73 a 1975/76 Pohár UEFA. V letech 1973, 1976, 1977, 1979 a 1980 získal s Liverpoolem anglický titul, v roce 1974 Anglický pohár, v roce 1981 ligový pohár a v letech 1974, 1976, 1977, 1979 a 1980 FA Charity Shield. S Tottenhamem vyhrál v sezóně 1983/84 Pohár UEFA a v roce 1982 Anglický pohár. V Poháru mistrů evropských zemí nastoupil ve 33 utkáních, v Poháru vítězů pohárů nastoupil ve 20 utkáních a v Poháru UEFA nastoupil v 51 utkáních. Za anglickou fotbalovou reprezentaci chytal v letech 1972–1984, nastoupil v 61 utkáních. Byl členem anglické reprezentace na Mistrovství Evropy ve fotbale 1980, nastoupil ve 2 utkáních.

## Ligová bilance
| Ročník                                 | Zápasy | Góly | Klub                 |
| -------------------------------------- | ------ | ---- | -------------------- |
| Football League Third Division 1965/66 | 4      | 0    | Scunthorpe United FC |
| Football League Third Division 1966/67 | 44     | 0    | Scunthorpe United FC |
| Football League First Division 1969/70 | 14     | 0    | Liverpool FC         |
| Football League First Division 1970/71 | 41     | 0    | Liverpool FC         |
| Football League First Division 1971/72 | 42     | 0    | Liverpool FC         |
| Football League First Division 1972/73 | 41     | 0    | Liverpool FC         |
| Football League First Division 1973/74 | 42     | 0    | Liverpool FC         |
| Football League First Division 1974/75 | 42     | 0    | Liverpool FC         |
| Football League First Division 1975/76 | 42     | 0    | Liverpool FC         |
| Football League First Division 1976/77 | 42     | 0    | Liverpool FC         |
| Football League First Division 1977/78 | 40     | 0    | Liverpool FC         |
| Football League First Division 1978/79 | 42     | 0    | Liverpool FC         |
| Football League First Division 1979/80 | 41     | 0    | Liverpool FC         |
| Football League First Division 1980/81 | 41     | 0    | Liverpool FC         |
| Football League First Division 1981/82 | 38     | 0    | Tottenham Hotspur FC |
| Football League First Division 1982/83 | 41     | 0    | Tottenham Hotspur FC |
| Football League First Division 1983/84 | 26     | 0    | Tottenham Hotspur FC |
| Football League First Division 1984/85 | 42     | 0    | Tottenham Hotspur FC |
| Football League First Division 1985/86 | 42     | 0    | Tottenham Hotspur FC |
| Football League First Division 1986/87 | 40     | 0    | Tottenham Hotspur FC |
| Football League First Division 1987/88 | 11     | 0    | Tottenham Hotspur FC |
| CELKEM Football League First Division  | 710    | 0    |                      |

## Trenérská kariéra
V letech 1994–1996 byl hrajícím trenérem týmu Barnet FC.